# George Biagi
Pour les articles homonymes, voir Biagi.

a Compétitions nationales et continentales officielles uniquement.

b Matchs officiels uniquement.
Dernière mise à jour le 2 juin 2020.
George Biagi, né le 4 octobre 1985 à Irvine, est un ancien joueur de rugby à XV italo-écossais. Il évoluait au poste de deuxième ligne.

## Biographie
George Biagi est né en 1985 en Écosse d'un père italo-écossais et d'une mère italienne. Doté de la double nationalité, il a déclaré se sentir appartenir de manière identique aux deux pays.
Biagi démarre le rugby à XV à l'âge de 13 ans au Fettes College d'Édimbourg. Il part quelques années plus tard étudier à l'Université Bocconi de Milan. Durant ces études, il joue avec les clubs locaux du Grande Milano et de l'Amatori Rugby Milan. En 2009, il s'engage avec le Rugby Club I Cavalieri Prato avec lequel il dispute le Super 10 et le Challenge européen. Il rejoint la saison suivante l'équipe d'Aironi avec laquelle il joue en Pro12 et en Coupe d'Europe. En juin 2012, il rejoint le club de Bristol mais ne dispute qu'un seul match avec le club anglais. Il retourne en Italie à l'été 2013 et rejoint la nouvelle franchise du Zebre, qui vient de remplacer Aironi en Pro12.
Biagi a connu sa première cape internationale avec l'Italie le 15 mars 2014 contre l'Angleterre à l'occasion du Tournoi des Six Nations.

## Statistiques en équipe nationale
Au 30 mars 2017, George Biagi compte 19 sélections, depuis sa première sélection le 15 mars 2014 face à l'Angleterre.